# Etalagepop

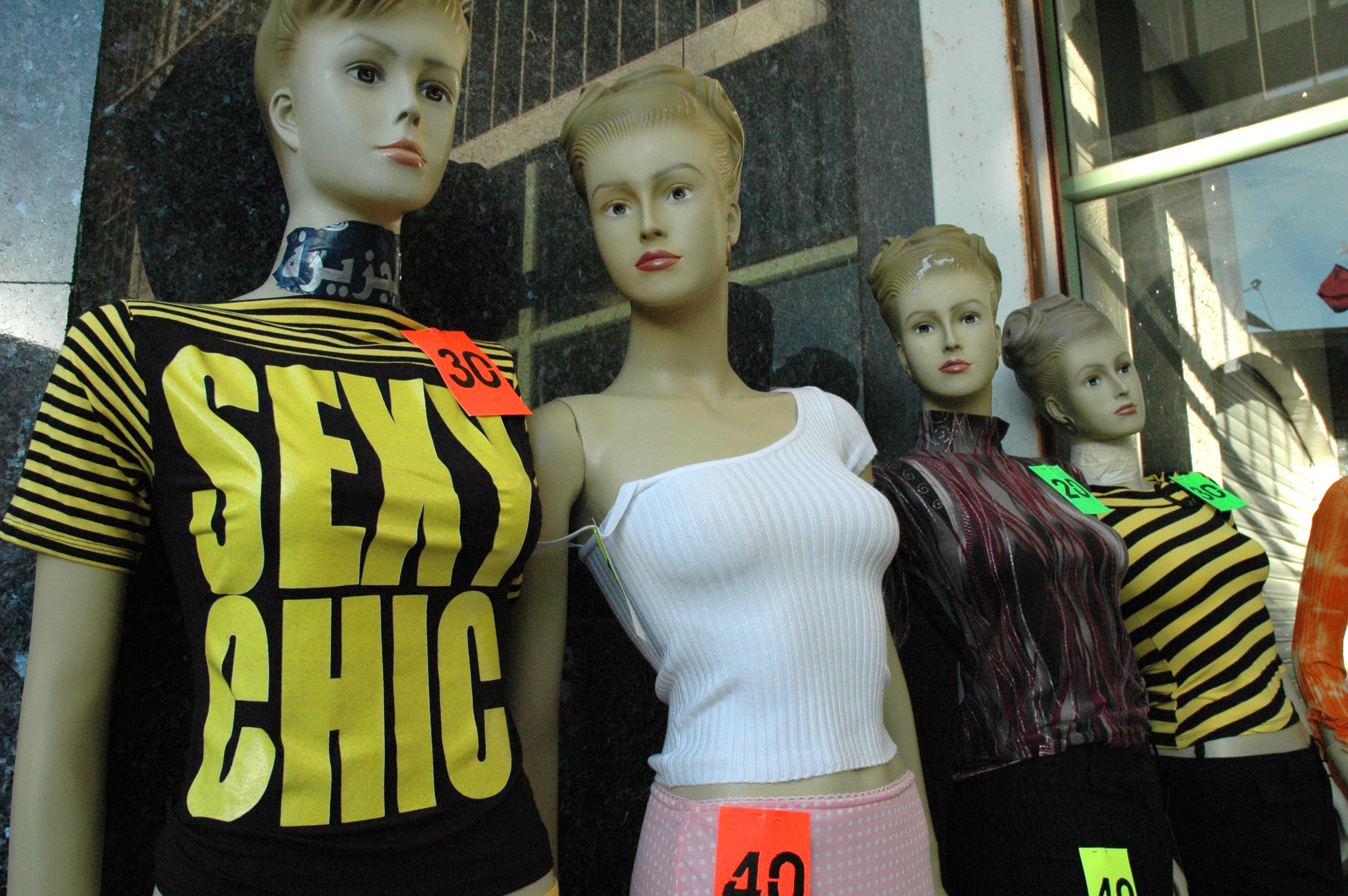
Etalagepoppen

Een etalagepop is een pop op ware grootte die vaak in een etalage staat. Deze wordt aangekleed met kleding die in de winkel te koop is. De pop hoeft niet anatomisch correct te zijn voor zover dat met kleding aan niet zichtbaar is. Soms heeft de pop geen hoofd.